# خوان انتونیو
خوان انتونیو (انگلیسی: Juan Antonio؛ زادهٔ ۵ ژانویهٔ ۱۹۸۸) بازیکن فوتبال اهل آرژانتین است.
از باشگاه‌هایی که در آن بازی کرده‌است می‌توان به باشگاه فوتبال ریور پلاته، باشگاه فوتبال آسکولی، باشگاه فوتبال پارما، باشگاه فوتبال وارزه، باشگاه فوتبال سمپدوریا، و باشگاه فوتبال برشا اشاره کرد.
وی همچنین در تیم ملی فوتبال Argentina U-17 بازی کرده‌است.